# Мкртчян, Маргарита Гегамовна
Маргарита Гегамовна Мктрчян (1981—2013) — российская тхэквондистка.

## Карьера
Воспитанница воронежского тхэквондо. Первый тренер — В. А. Иванов.
Позже тренировалась в г. Ессентуки. Тренеры — Игорь Максович и Климент Максович Ли.
В юниорской карьере становилась чемпионкой мира (1998) и Европы (1997).
В 2001 году выиграла серебро на чемпионате мира среди военнослужащих. В 2002 году повторила свой успех — снова серебро.
С чемпионатов Европы четырежды привозила медали.
Участвовала в Олимпиаде 2004 года в Афинах.
Маргарита Мкртчян погибла в дорожно-транспортном происшествии на территории Карачаево-Черкесии в 2013 году. В Ессентуках проводится Всероссийский турнир по тхэквандо памяти Маргариты Мкртчян.